# Parafia św. Anny w Barcinie
Parafia pw. św. Anny w Barcinie – parafia należąca do dekanatu Polanów, diecezji koszalińsko-kołobrzeskiej, metropolii szczecińsko-kamieńskiej. Została utworzona 28 sierpnia 1973. Siedziba parafii mieści się w Barcinie pod numerem 10.

## Kościół parafialny
Kościół parafialny pw. św. Anny został zbudowany w XVI wieku w stylu późnego gotyku. W latach 1864–1865 został przebudowany i rozbudowany. Wieża kościoła pochodzi z XVIII wieku

## Kościoły filialne i kaplice
- Kościół pw. św. Jana Chrzciciela w Gumieńcu[1]
- Kościół pw. Matki Bożej Częstochowskiej w Korzybiu[1]
- Punkt odprawiania Mszy św. w Obłężu[1]